# Кубок африканских наций
Кубок африканских наций (Кубок Африки) (фр. Coupe d'Afrique des nations, CAN, англ. Africa Cup of Nations) — главное соревнование национальных сборных, проходящее под эгидой Африканской конфедерации футбола (КАФ). Первый турнир прошёл в 1957 году, то есть соревнованию столько же лет, сколько и самой КАФ. Сначала число участников было невелико, но постепенно турнир охватил весь Африканский континент. С 1968 года турнир проводится регулярно раз в два года. Победитель получал право на участие в Кубке конфедераций. Начиная с 2013 года турнир начал проводиться в нечётные годы и, таким образом, перестал проходить в годы проведения чемпионатов мира.

## История

### Первые турниры
Первый турнир прошёл в 1957 году в Хартуме при участии всего трёх сборных: Египта, Судана и Эфиопии. Турнир выиграли египтяне. В финальном матче они со счётом 4:0 победили Эфиопию, причём все четыре мяча забил Эль Диба. Участие в турнире планировала и сборная Южной Африки. Она должна была сыграть в полуфинале с Эфиопией, но южноафриканцы соглашались прислать команду, состоявшую только из белых или только из чёрных игроков. КАФ же требовала прислать смешанную команду. В итоге Южная Африка отказалась от участия в турнире и вышла из КАФ. До своего повторного включения в Конфедерацию в 1992 году ЮАР не принимала участия в международных соревнованиях на Африканском континенте.
Те же три команды приняли участие во втором чемпионате, который был проведён в Египте в 1959 году. Команды играли по круговой системе, чемпионами вновь стали египтяне. Они обыграли Эфиопию со счётом 4:0 (хет-трик сделал Гори) и Судан — 2:1.
В турнире 1962 года в Эфиопии впервые приняли участие сборные Туниса и Уганды. На этот раз чемпионом стала сборная Эфиопии. В финале она, в дополнительное время со счётом 4:2, победила египтян и помешала им завоевать третий титул подряд.
В 1963 году в Гане впервые играли сборные Ганы и Нигерии. Шесть команд были разбиты на две группы, а в финал вышли сборные Ганы и Судана. Хозяева выиграли со счётом 3:0 и более чем на десять лет стали главной силой на континенте. За этот период они дважды стали чемпионами и дважды занимали второе место.
В 1965 году в Тунисе команда Ганы вновь стала чемпионом. В финале она победила команду хозяев со счётом 3:2 в дополнительное время. В том же году, чтобы ускорить развитие африканского футбола, было введено новое правило: каждая страна могла выпускать на поле только двух игроков, выступающих в неафриканских странах.
В турнире 1968 года число участников увеличилось до восемнадцати, и стал проводиться отборочный турнир. Шесть лучших команд выходили в финальный турнир, а хозяин первенства и действующий чемпион попадали туда без отборочных игр. В финале в Аддис-Абебе встретились сборные ДР Конго (позже страна стала называться Заир) и Ганы, которая защищала титул чемпиона. Команда ДР Конго одержала сенсационную победу со счётом 1:0, а единственный мяч провёл Калала.
Гана вновь играла в финале 1970 года в Хартуме, но уступила со счётом 0:1 хозяевам — сборной Судана.

### 1970-е
В 1972 году в Яунде победила сборная Конго. В финале конголезцы обыграли со счётом 3:2 сборную Мали. В 1974 году в финале играл Заир, его соперником была сборная Замбии. Первая игра закончилась вничью 2:2, а в переигровке Заир одержал победу — 2:0. Кстати, это была первая переигровка в истории Кубка африканских наций. Заирский нападающий Ндиайе забил все четыре мяча в этих матчах. А через несколько месяцев сборная Заира приняла участие в финальном турнире чемпионата мира.
Гвинея добилась ряда побед на клубном уровне в 1970-х гг., но на игре сборной это не отражалось. Ближе всего к победе сборная Гвинеи была на Кубке 1976 года в Эфиопии. В тот год вместо полуфиналов и финала четыре лучшие команды играли по круговой системе. Чтобы занять первое место, Гвинее нужна была победа в последней игре с Марокко. Шериф вывел гвинейцев вперёд на 33-й минуте, но за четыре минуты до конца Баба сравнял счёт. В итоге марокканцы опередили Гвинею на одно очко и стали чемпионами.
Однако, в целом, сборная Марокко, как и другие команды из Северной Африки, не слишком удачно выступала в Кубке африканских наций. Несмотря на участие в четырёх финальных турнирах чемпионата мира, титул 1976 года остаётся для Марокко единственной победой в африканском первенстве. Учитывая многократные победы клубов из Северной Африки, бледное выступление национальных команд выглядит удивительным.
Нигерия впервые завоевала Кубок в 1980 году у себя дома. В полуфинал, кроме неё, вышли сборные Алжира, Египта и Марокко. И вновь команды из Северной Африки не добились успеха. В финале нигерийцы при поддержке 80 000 болельщиков победили сборную Алжира со счётом 3:0 благодаря точным ударам Одегбами (дважды) и Лаваля.

### 1980-е
Гана вернула себе титул лучшей команды Африки на Кубке 1982 года в Ливии. Правило двух легионеров было отменено, так как уже слишком много африканцев играло в Европе, и команды значительно укрепили свои составы. В матче открытия Ливия и Гана сыграли вничью — 2:2, а затем эти же команды встретились в финале. В этой игре сказался больший опыт игроков сборной Ганы. Сначала они удержали ничью 1:1, а затем победили в серии пенальти — 7:6.
В 1984 году в Береге Слоновой Кости свой первый титул завоевал Камерун. В полуфинале камерунцы лишь по пенальти победили сборную Алжира, а в финале обыграли Нигерию — 3:1. В той сборной Камеруна было немало участников чемпионата мира 1982 года в Испании, в том числе несравненный Роже Милла.
Турнир 1986 года в Египте был отмечен многочисленными инцидентами как на поле, так и вне его. Так, за неделю до начала турнира в Египте взбунтовались призывники. Был введён комендантский час, и появилась реальная угроза отмены соревнований. К счастью, комендантский час был отменён, и турнир состоялся. Правда, для предотвращения возможных беспорядков стадионы окружали танки и бронемашины.
Что касается собственно футбола, многие игроки и тренеры критиковали судейство. Например, тренер сборной Марокко Жозе Фариа в отношении одного из матчей сказал, что в нём было больше грубости, чем в матче регбистов Англии и Франции, который проходил в то же время. Победитель предыдущего Кубка сборная Камеруна вновь дошёл до финала, где встретился с хозяевами, египтянами. Весь турнир проходил под знаком оборонительной тактики, и финальная игра не стала исключением. В основное и дополнительное время мячей забито не было, а в серии пенальти победили египтяне — 5:4, чем привели в восторг стотысячную аудиторию на «Интернэшнл Стэдиум» в Каире.
Камерунцы вернули себе чемпионское звание в 1988 году в Марокко. В полуфинале они за счёт единственного мяча обыграли хозяев, а нигерийцы лишь в серии пенальти взяли верх над сборной Алжира. 50 000 болельщиков на стадионе в Касабланке стали свидетелями победы Камеруна со счётом 1:0. Единственный гол провёл на 55-й минуте Эммануэль Кунде.
В 1990 году в Алжире нигерийцы вновь играли в финале. Но их соперниками была команда хозяев, которую поддерживали 80 000 зрителей. Гол Уджани на 38-й минуте принёс победу алжирцам. А нигерийцам оставалось лишь сетовать на невезение — четыре раза они выходили в финал, но победили лишь однажды.

### 1990-е
В 1992 году в списке победителей появилось новое имя — Кот-д’Ивуар. Турнир впервые проводился в Сенегале, а число участников было увеличено до двенадцати. Причиной этого стало возрастающее с каждым годом число желающих участвовать в турнире. Даже маленькие страны, такие, как Буркина-Фасо, Свазиленд и Сейшелы, хотели попробовать свои силы в Кубке африканских наций. В полуфинале ивуарийцы лишь по пенальти одолели команду Камеруна. А в финале им противостояли их восточные соседи — сборная Ганы. В основное и дополнительное время счёт не был открыт, а в серии пенальти, одной из самых захватывающих в истории футбола, ивуарийцы взяли вверх — 11:10.
В апреле 1993 года Замбия пережила трагедию. Самолёт, на котором национальная сборная летела из Маврикия на отборочную игру чемпионата мира в Сенегал, упал в залив у берегов Габона. Все 30 человек на борту, в том числе 11 футболистов, погибли. Но в самолёте не было нескольких игроков, выступавших в Европе. Они стали ядром новой команды, которая смогла пробиться в финальный турнир Кубка африканских наций 1994 года в Тунисе. Симпатии большинства болельщиков были на стороне Замбии, но в финале она проиграла сборной Нигерии. Нигерийцы вышли в финал в четвёртый раз за 10 лет и наконец добились победы.
В 1996 году количество команд было увеличено до шестнадцати. Это произошло во многом из-за того, что турнир был перенесён в Южную Африку. Кения, которая должна была принимать турнир первоначально, отказалась из-за нехватки средств.
Южноафриканские болельщики ещё праздновали победу своей регбийной сборной в Кубке мира, но футболисты выступили не хуже. Крепкая команда Южной Африки, многие игроки которой выступали в Европе, заняла первое место. Правда, их задача облегчалась отсутствием нигерийцев, которые снялись с турнира по соображениям безопасности (по официальной версии) за несколько дней до церемонии открытия.
В 1998 году южноафриканцы вновь вышли в финал. Форвард «Аякса» Бенни Маккарти был признан лучшим игроком и с семью мячами разделил звание лучшего бомбардира. Но в финальной игре он не смог отличиться, и Южная Африка проиграла Египту со счётом 0:2.
В 2000 году в Нигерии (проводила турнир совместно с Ганой, первоначально должен был пройти в Зимбабве) сборная Камеруна сотворила сенсацию в финальном матче против хозяев турнира. Звёздный состав нигерийцев, блиставший на чемпионате мира 1998 года, дрогнул, когда финальный матч завершился вничью 2:2. У камерунцев нервы оказались крепче, они взяли вверх в серии пенальти 4:3. Победный пенальти забил капитан камерунцев Ригобер Сонг.

### 2000-е
На следующем турнире в 2002 году в Мали Камерун повторил свой успех, обыграв в финале Сенегал, также по пенальти. Следующие два чемпионата, в 2004 и 2006 году, выигрывали хозяева турнира — соответственно Тунис и Египет. В 2010 году на турнире в Анголе Египет завоевал свой 7-й и третий подряд титул. Однако гегемония Египта на этом резко оборвалась: «фараоны» не попали в финальные части двух следующих розыгрышей. Турнир в 2012 году сенсационно выиграла Замбия, а в 2013 году победу праздновала Нигерия.

## Формат проведения
Команды делятся на A, B, C, D, E, F, G, H, I, J, K, L.

## Призёры
| 1957 Обзор | Судан                         | Египет      | 4:0                        | Эфиопия      | Судан                | ЮАС дисквалифицирован1         | ЮАС дисквалифицирован1         |
| 1959 Обзор | ОАР                           | ОАР         | 2                          | Судан        | Эфиопия              | Участвовало только три команды | Участвовало только три команды |
| 1962 Обзор | Эфиопия                       | Эфиопия     | 4:2 (д.в.)                 | ОАР          | Тунис                | 3:0                            | Уганда                         |
| 1963 Обзор | Гана                          | Гана        | 3:0                        | Судан        | ОАР                  | 3:0                            | Эфиопия                        |
| 1965 Обзор | Тунис                         | Гана        | 3:2 (д.в.)                 | Тунис        | Берег Слоновой Кости | 1:0                            | Сенегал                        |
| 1968 Обзор | Эфиопия                       | ДР Конго    | 1:0                        | Гана         | Берег Слоновой Кости | 1:0                            | Эфиопия                        |
| 1970 Обзор | Судан                         | Судан       | 1:0                        | Гана         | ОАР                  | 3:1                            | Берег Слоновой Кости           |
| 1972 Обзор | Камерун                       | Конго       | 3:2                        | Мали         | Камерун              | 5:2                            | Заир                           |
| 1974 Обзор | Египет                        | Заир        | 2:2 (д.в.) переигровка 2:0 | Замбия       | Египет               | 4:0                            | Конго                          |
| 1976 Обзор | Эфиопия                       | Марокко     | 3                          | Гвинея       | Нигерия              | 3                              | Египет                         |
| 1978 Обзор | Гана                          | Гана        | 2:0                        | Уганда       | Нигерия              | 2:0 4                          | Тунис                          |
| 1980 Обзор | Нигерия                       | Нигерия     | 3:0                        | Алжир        | Марокко              | 2:0                            | Египет                         |
| 1982 Обзор | Ливия                         | Гана        | 1:1 (д.в.) (п. 7:6)        | Ливия        | Замбия               | 2:0                            | Алжир                          |
| 1984 Обзор | Кот-д’Ивуар                   | Камерун     | 3:1                        | Нигерия      | Алжир                | 3:1                            | Египет                         |
| 1986 Обзор | Египет                        | Египет      | 0:0 (д.в.) (п. 5:4)        | Камерун      | Кот-д’Ивуар          | 3:2                            | Марокко                        |
| 1988 Обзор | Марокко                       | Камерун     | 1:0                        | Нигерия      | Алжир                | 1:1 (д.в.) (п. 4:3)            | Марокко                        |
| 1990 Обзор | Алжир                         | Алжир       | 1:0                        | Нигерия      | Замбия               | 1:0                            | Сенегал                        |
| 1992 Обзор | Сенегал                       | Кот-д’Ивуар | 0:0 (д.в.) (п. 11:10)      | Гана         | Нигерия              | 2:1                            | Камерун                        |
| 1994 Обзор | Тунис                         | Нигерия     | 2:1                        | Замбия       | Кот-д’Ивуар          | 3:1                            | Мали                           |
| 1996 Обзор | ЮАР                           | ЮАР         | 2:0                        | Тунис        | Замбия               | 1:0                            | Гана                           |
| 1998 Обзор | Буркина-Фасо                  | Египет      | 2:0                        | ЮАР          | ДР Конго             | 4:4 (д.в.) (п. 4:1)            | Буркина-Фасо                   |
| 2000 Обзор | Гана · Нигерия                | Камерун     | 2:2 (д.в.) (п. 4:3)        | Нигерия      | ЮАР                  | 2:2 (д.в.) (п. 4:3)            | Тунис                          |
| 2002 Обзор | Мали                          | Камерун     | 0:0 (д.в.) (п. 3:2)        | Сенегал      | Нигерия              | 1:0                            | Мали                           |
| 2004 Обзор | Тунис                         | Тунис       | 2:1                        | Марокко      | Нигерия              | 2:1                            | Мали                           |
| 2006 Обзор | Египет                        | Египет      | 0:0 (д.в.) (п. 4:2)        | Кот-д’Ивуар  | Нигерия              | 1:0                            | Сенегал                        |
| 2008 Обзор | Гана                          | Египет      | 1:0                        | Камерун      | Гана                 | 4:2                            | Кот-д’Ивуар                    |
| 2010 Обзор | Ангола                        | Египет      | 1:0                        | Гана         | Нигерия              | 1:0                            | Алжир                          |
| 2012 Обзор | Габон · Экваториальная Гвинея | Замбия      | 0:0 (д.в.) (п. 8:7)        | Кот-д’Ивуар  | Мали                 | 2:0                            | Гана                           |
| 2013 Обзор | ЮАР                           | Нигерия     | 1:0                        | Буркина-Фасо | Мали                 | 3:1                            | Гана                           |
| 2015 Обзор | Экваториальная Гвинея         | Кот-д’Ивуар | 0:0 (д.в.) (п. 9:8)        | Гана         | ДР Конго             | 0:0 (д.в.) (п. 4:2)            | Экваториальная Гвинея          |
| 2017 Обзор | Габон                         | Камерун     | 2:1                        | Египет       | Буркина-Фасо         | 1:0                            | Гана                           |
| 2019 Обзор | Египет                        | Алжир       | 1:0                        | Сенегал      | Нигерия              | 1:0                            | Тунис                          |
| 2021 Обзор | Камерун                       | Сенегал     | 0:0 (д.в.) (п. 4:2)        | Египет       | Камерун              | 3:3 (д.в.) (п. 5:3)            | Буркина-Фасо                   |
| 2023 Обзор | Кот-д’Ивуар                   | Кот-д’Ивуар | 2:1                        | Нигерия      | ЮАР                  | 0:0 (д.в.) (п. 6:5)            | ДР Конго                       |
| 2025 Обзор | Марокко                       |             |                            |              |                      |                                |                                |

## Победители и призёры
| Сборная          | Участия | Победа                                       | 2-е место                        | 3-е место                                          |
| ---------------- | ------- | -------------------------------------------- | -------------------------------- | -------------------------------------------------- |
| Египет           | 24      | (7) 1957, 1959, 1986, 1998, 2006, 2008, 2010 | (3) 1962, 2017, 2021             | (3) 1963, 1970, 1974                               |
| Камерун          | 19      | (5) 1984, 1988, 2000, 2002, 2017             | (2) 1986, 2008                   | (2) 1972, 2021                                     |
| Гана             | 22      | (4) 1963, 1965, 1978, 1982                   | (5) 1968, 1970, 1992, 2010, 2015 | (1) 2008                                           |
| Нигерия          | 18      | (3) 1980, 1994, 2013                         | (5) 1984, 1988, 1990, 2000, 2023 | (7) 1976, 1978, 1992, 2002, 2004, 2006, 2010, 2019 |
| Кот-д’Ивуар      | 23      | (3) 1992, 2015, 2023                         | (2) 2006, 2012                   | (4) 1965, 1968, 1986, 1994                         |
| Алжир            | 18      | (2) 1990, 2019                               | (1) 1980                         | (2) 1984, 1988                                     |
| ДР Конго         | 19      | (2) 1968, 1974                               | —                                | (2) 1998, 2015                                     |
| Замбия           | 17      | (1) 2012                                     | (2) 1974, 1994                   | (3) 1982, 1990, 1996                               |
| Судан            | 8       | (1) 1970                                     | (2) 1959, 1963                   | (1) 1957                                           |
| Тунис            | 19      | (1) 2004                                     | (2) 1965, 1996                   | (1) 1962                                           |
| Сенегал          | 15      | (1) 2021                                     | (2) 2002, 2019                   | —                                                  |
| ЮАР              | 10      | (1) 1996                                     | (1) 1998                         | (2) 2000, 2023                                     |
| Эфиопия          | 10      | (1) 1962                                     | (1) 1957                         | (1) 1959                                           |
| Марокко          | 17      | (1) 1976                                     | (1) 2004                         | (1) 1980                                           |
| Республика Конго | 7       | (1) 1972                                     | —                                | —                                                  |
| Мали             | 11      | —                                            | (1) 1972                         | (2) 2012, 2013                                     |
| Буркина-Фасо     | 11      | —                                            | (1) 2013                         | (1) 2017                                           |
| Гвинея           | 12      | —                                            | (1) 1976                         | —                                                  |
| Уганда           | 7       | —                                            | (1) 1978                         | —                                                  |
| Ливия            | 3       | —                                            | (1) 1982                         | —                                                  |

#### Лучшие бомбардиры
данные приведены по состоянию на 5 февраля 2022 года
| Голы | Игроки                                                                                     |
| ---- | ------------------------------------------------------------------------------------------ |
| 18   | Самюэль Это'о                                                                              |
| 14   | Лоран Поку                                                                                 |
| 13   | Рашиди Йекини                                                                              |
| 12   | Хасан эль-Шазли                                                                            |
| 11   | Хоссам Хассан, Патрик Мбома, Дидье Дрогба                                                  |
| 10   | Калуша Бвалиа, Ндай Муламба, Франсилеудо дос Сантос, Жоэль Тьеи, Менгисту Ворку, Андре Айю |

Из действующих футболистов 9 голов забили:  Венсан Абубакар, по 8 голов каждый забили:  Садио Мане; 7 голов  Юссеф Мсакни